# 澳洲擬棘鯛
澳洲擬棘鯛為輻鰭魚綱金眼鯛目金眼鯛亞目金眼鯛科的其中一種，分布於南澳大利亞海域，棲息深度80-300公尺，體長可達51公分，棲息在大陸棚，屬肉食性。

## 擴展閱讀
維基物種上的相關：澳洲擬棘鯛